# Skupni jetrni vod
Skupni jetrni vod, skupni hepatični duktus ali žolčevod je žolčno izvodilo, ki nastane z združitvijo desnega in levega jetrnega voda. Z združitvijo skupnega jetrnega voda in žolčnikovega voda (cističnega duktusa) nastane skupni žolčevod, ki vodi žolč v dvanajstnik.

## Zgradba
Skupni jetrni vod je začetni del žolčnega trakta. Tvori se z združitvijo desnega jetrnega voda (v katerega se steka žolč iz desnega jetrnega režnja) in levega jetrnega voda (v katerega se steka žolč iz levega jetrnega režnja). Žolč nastaja v jetrnih celicah, le-te ga izločajo v drobne žolčne kapilare, ki se postopno združujejo v vedno večje žolčne vode, na koncu pa se z združitvijo levega in desnega jetrnega voda izoblikuje skupni jetrni vod, ki izstopa iz jeter skozi jetrno lino.
Skupni jetrni vod meri v dolžino okoli 3 cm. Njegov premer pri odraslih je okoli 6 mm, vendar obstajajo med posamezniki razlike.